# Boryspil
Boryspil (ukrainsk: Бориспіль, tr. Boryspil; russisk: Борисполь, tr. Borispol) er en by af regional betydning beliggende i Kyiv oblast (region) i det nordlige (centrale) Ukraine. Administrativt er den indlemmet som en by af regional betydning. Den fungerer også som administrationsby for Boryspil rajon (distrikt), selv om den administrativt set ikke hører til rajonen. 
Byen har en befolkning på omkring 63.674 (2021).
Boryspil Internationale Lufthavn ligger 6 km vest for Boryspil og 29 km øst for Ukraines hovedstad Kyiv. Lufthavnen er Ukraines største og betjener hovedparten af udenrigsflyvningen i landet. Boryspil Lufthavn er én ud af tre lufthavne, der betjener området omkring Kyiv.